# Dierama igneum
Dierama igneum es una especie de planta fanerógama perteneciente a la familia Iridaceae. 

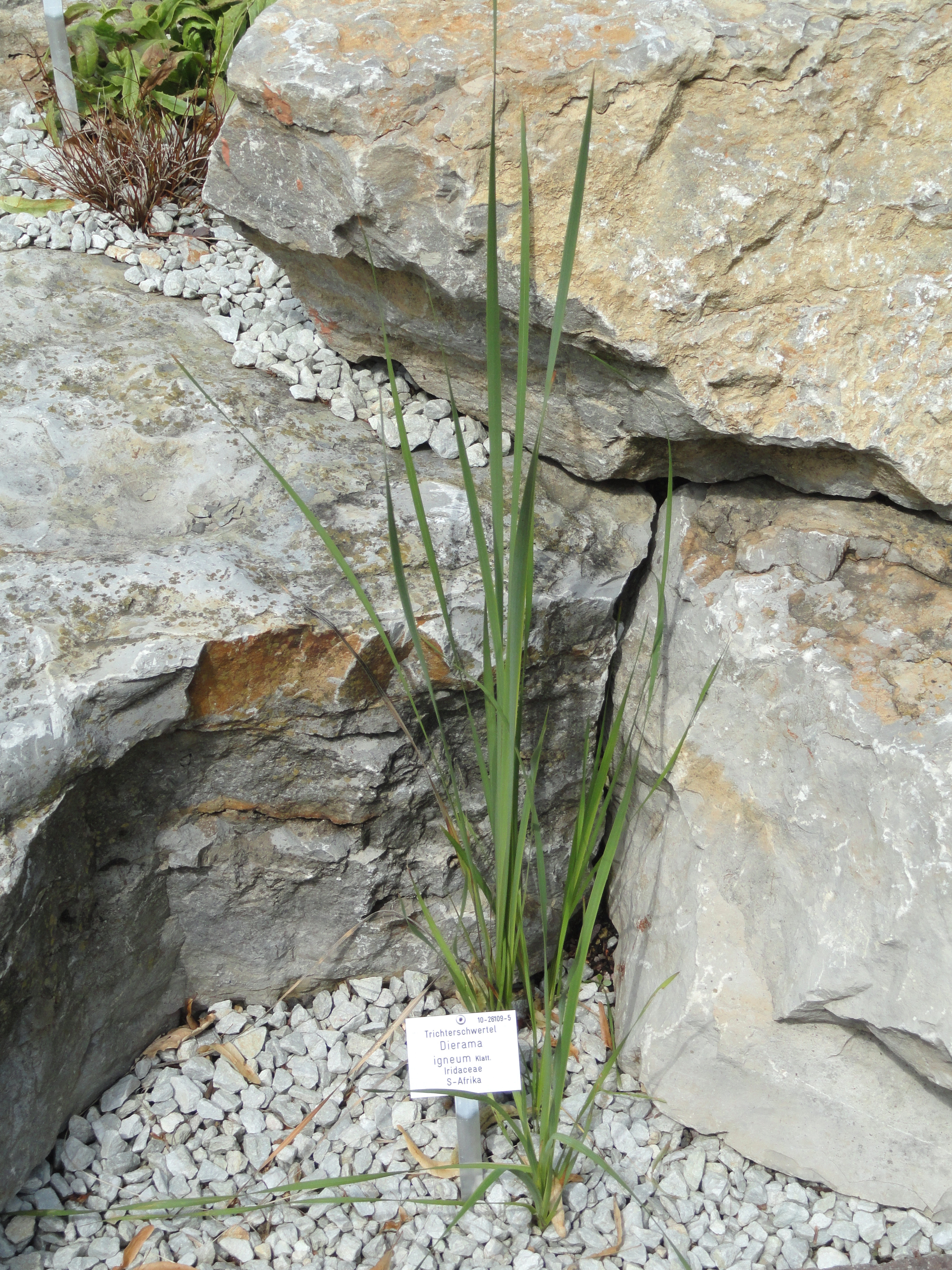
En su hábitat

## Descripción
Es una planta herbácea perennifolia, geofita que alcanza un tamaño de 0.5 - 1.35 m  de altura a una altitud de 15 - 1830 metros en Sudáfrica,

## Taxonomía
Dierama igneum fue descrita por  Friedrich Wilhelm Klatt y publicado en Abh. Naturf. Ges. Halle 15: 388 1882.
Etimología
Dierama nombre genérico que deriva del griego: dierama, que significa "embudo", y alude a la forma de la flor.
igneum: epíteto latíno que significa "brillante, como en llamas".
Sinonimia
- Dierama pansum N.E.Br.[5][6]